# Evelina Sašenko
Evelina Sašenko (polaco: Ewelina Saszenko; Rūdiškės, 26 de julio de 1987) es una cantante polaco-lituana de jazz. conocida por su participación en varios programas de televisión y que representó a Lituania en Eurovisión 2011 con C'est ma vie.
Sašenko nació en el seno de una familia polaca en la región de Vilna y actualmente estudia en la Academia lituana de música y teatro.
Sašenko comenzó su carrera musical de niña y ganó Dainų dainelė, un concurso musical infantil nacional. En 2009, participó en el festival operístico de la LTV Triumfo arka. En 2010 y 2011, participó en el programa de selección para la canción de Eurovisión de Lituania, siendo elegida participante en 2011 y quedando finalista para Düsseldorf tras pasar la semifinal. 

## Festival de la Canción de Eurovisión 2011
Evalina Sašenko fue la representante de Lituania en el Festival de Eurovisión 2011. Consiguió pasar a la final, gracias a que logró un 5º puesto en la 1ª semifinal con 81 puntos, esto supuso que Lituania pasaba a la final. En la final actuó en el puesto 4º, consiguiendo un 19º puesto con 63 puntos recibiendo la  máxima puntuación (12 puntos) de Polonia y Georgia. A pesar de que el 19º puesto no es un buen puesto en Eurovisión es el 4º mejor resultado de la historia de Lituania en el Festival de la Canción de Eurovisión.